# 原あや香
原 あや香（はら あやか、1995年12月13日 - ）は、日本のファッションモデル、女優、元グラビアアイドル 、タレント。埼玉県出身。JME所属。かつて、アービングに所属していた。

## 略歴
跡見学園女子大学在学中の2014年に『OASIS CAMPUS COLLECTION 2014』にてRich賞受賞。
2016年にファッションモデルとしてデビューした後、グラビアアイドルにも活動の幅を広げる。
2018年3月に大学を卒業した後は本格的に芸能生活をスタートし、同年4月5日発売の週刊ヤングジャンプの巻末グラビアでは"イツザイ"というキャッチコピーとともに同誌初登場を果たした。
2018年12月開催の『JELLY』とSHOWROOMのコラボ企画『JELLY』専属モデル発掘オーディションでグランプリ受賞。
2021年6月30日をもってアービングを退所したことを自身のTwitterで報告した。
2023年7月13日、結婚したこと、第1子を妊娠していることを自身のSNSで併せて報告した。
2023年10月23日、インスタグラムで女児の出産を報告した。

## 人物
- きな粉が好きでごはんにかけて食べていた。
- 和菓子、餃子[8]が大好き。
- 資格は、普通運転免許（AT限定）、ダイエット検定1級、スキューバダイビング。
- 座右の銘は「一期一会」。

## 出演

### テレビドラマ
- 『嫌いな人を好きになる方法』～ウザすぎ商事…稟議をまわすだけなのに～ （2018年3月21日、テレビ東京)
- 『PRINCE OF LEGEND』Episode IX （2018年11月29日、日本テレビ)
- 『新しい王様』（2019年1月、TBS✕Paravi）Season1 第2話、第5話 ・Season2 第1話、第7話 - 海中カジノ関係者 役[注釈 1]
- 『癒されたい男』（2019年4月10日 - 6月26日 、テレビ東京；2019年7月4日 - 、BSテレ東）- オープニングタイトル
- 『びしょ濡れ探偵 水野羽衣』第11話（2019年9月11日 、テレビ東京、Paravi)- カップル女 役（くじ引きで4等を当てた）
- 『シグナル 長期未解決事件捜査班』 スペシャル（2021年3月30日、関西テレビ）- ホステス 役
- 『声春っ!』（2021年4月28日 - 6月30日、日本テレビ) - 清水（草間愛理のマネージャー）役
- 『世にも奇妙な物語 』'21 夏の特別編（2021年6月26日、フジテレビ） 「三途の川アウトレットパーク」- 店員4 役
- 『おいハンサム!!』第2話（2022年1月16日、東海テレビ）
- 『真相は耳の中』File8（2022年12月10日、テレビ東京） - 戸塚遥アナウンサー 役

### テレビその他
- 女神たちのかようび #14、15、24〜26（2017年6月6日 - 8月29日、千葉テレビ）
- 透明彼女 season2 #5（2017年11月、V☆パラダイス）
- 橋本マナミのヨルサンポIV（2018年4月5日・12日、7月5日・12日、BSフジ)
- 届け! 全力マインド・マツがサッカー日本代表の応援団に就任（2018年6月28日、フジテレビ）
- 痛快TV スカッとジャパン（2018年7月30日、2020年5月18日、フジテレビ）- 鈴木梨花 役、その他
- 平成生まれ3000万人! そんなコト考えた事なかったクイズ（2018年8月28日、朝日放送）
- 犬も食わない（2018年10月19日、日本テレビ）
- そんなコト考えた事なかったクイズ!トリニクって何の肉!?（2019年5月7日、朝日放送）
- BOAT RACEライブ 〜勝利へのターン〜（2019年6月2日 - 、BSフジ) - 準レギュラー[9]
- この差って何ですか?（2019年9月17日 - 、TBS) - 不定期出演
- ネタパレ（2019年9月20日 - 、フジテレビ）- アルコ&ピース平子「意識高い系IT社長・瀬良明正」シリーズ
- JTサンダーズTV（2019年10月18日 - 2020年4月17日、2020年10月16日 - 2021年4月9日、GAORA SPORTS）- リポーター
- JTマーヴェラスTV（2019年10月18日 - 2020年4月26日、2020年10月16日 - 2021年2月26日、GAORA SPORTS）- リポーター
- 部長に負けるな! （2019年11月20日、RCC中国放送）
- 最強スポーツ統一戦 2019（2019年12月30日、フジテレビ）- アシスタント（ハンドボールチーム）
- 村雨式調理（2020年12月29日、フジテレビ）
- トレンド☆サプリ（2021年11月13日、札幌テレビ）「アサヒスーパードライ 北海道工場限定醸造」- ナビゲーター
- 知らない方がヨカッタ話（2022年7月14日  、TBS)

### 映画
- すんドめ New 2（2017年4月公開） - オープニングタイトル時に廊下にいる女子高生 役
- 教科書にないッ! 3・4（2017年6月公開）- 倉沢有希 役
- 心霊ツアーズ（2018年8月25日公開、ブラウニー）[10]
- PRINCE OF LEGEND（2019年3月21日公開) ※クレジットでは"原あやか"
- TOKYO24（2019年10月26日公開） - 原口優香 役
- Blind Mind（2023年、矢野友里恵監督）

### ラジオ
- オレたちゴチャ・まぜっ!〜集まれヤンヤン〜（2018年4月29日 - 2019年4月14日、MBSラジオ） - ヤンヤンガールズ10期生
- 南條有香と原あや香のふんわりハーモニー（2018年4月3日 - 2018年9月25日、ラジオ日本）
- グラチア Radio Station（2018年9月22日、渋谷 Cross-FM） - 共演：真奈、野々宮ミカ
- 原あや香と下京慶子のラブ＆ファイティング（2018年10月2日 - 2019年4月30日、ラジオ日本）
- あや香 琳香 百萌香 のFlowerGarden（2019年5月7日 - 6月25日、ラジオ日本）

### ウェブテレビ
- 『ラブホの上野さん』Season2 第1話（2017年9月19日、FOD) - 五反田Kingdomの客 役
- 途中下車の恋街 #8: 「素朴男子ってアリ？大自然に包まれるほっこりデート♥in箱根」（2018年7月、AbemaTV）
- ぶるぺん（2018年8月、GYAO!）[11]
- 『告ったり、フラれたり』＃2「あなたのそんなところが好きで、そんなところが嫌い」（2019年8月3日、FOD）- 加藤あやめ 役 YouTube
- 東京カレンダー「港区おじさん」122話 旅立ち編 〜それぞれの旅立ち〜（2019年9月21日）
- CINEMATIC VLOG 04 -LIFE

### 舞台
- 舞台版『女医レイカ』（2020年3月5日〜8日、池袋シアターグリーン BASE THEATER）- ルカ 役
- 『単純明快なラブストーリー』（2020年7月23日〜26日、下北沢本多劇場）[12]
- 『BASARA』（2022年1月13日 - 23日、シアターサンモール）- 茶々 役[13]

### CM
- NTTドコモ『dデリバリー』
- ガンホー『妖怪ウォッチワールド』
- 一本満足バー『プロテインも満足』
- Honda Cars新潟 "Happy New Honda"（2019年新春）
- 西日本電信電話株式会社 - Action編（2019年3月 - ）- イチローとの名刺交換行列の先頭？
- Amazonプライム・ビデオ（2019年7月 - ）
- ユニバーサル・スタジオ・ジャパン　ハロウィーン・ホラー・ナイト（2019年10月 - ）YouTube
- J-Coin Pay「キャンプサークル篇」（2019年12月10日 - ）
- リステリン「トータルケアPLUS | その習慣が、瞬間を変える」（2019年12月10日 - ）YouTube 名刺交換編30秒ver.//YouTube 名刺交換編45秒ver.//YouTube デート編30秒ver.//YouTubeタクシー移動編 30秒 ver
- 富士フイルム アスタリフト Web[要出典]
- 株式会社ユーエスエス GO!! 電帳（2023年5月〜）
  - 電子保存が大変だ! 編
  - 契約書・見積書の電子保存もやるの～ 編

### 広告
- 呉工業 KURE オイルシステム デュアルブ
- コナミスポーツ
- ウーバーイーツ
- ボートレース平和島
- ダイソン Airwrap（2019年2月 - ）[14]
- 竺仙 - 2020年浴衣のイメージモデル

### ゲーム
- プロ野球スピリッツ2019（2019年7月18日、コナミデジタルエンタテインメント）- 「スタープレイヤー」モード受付役

### パチスロ
- オリンピア -「パチスロラブ嬢2」（2019年9月17日 - ）[15]

### ミュージック・ビデオ
- Super Break Dawn -「線香花火」YouTube

## 作品

### イメージビデオ
- Elegant（2016年12月25日、竹書房）
- あや香＊ハタチ（2017年2月20日発売、ラインコミュニケーションズ）
- 恋するあや香（2017年6月22日発売、イーネット・フロンティア）
- あやFlavor（2018年7月20日、ラインコミュニケーションズ）

### デジタル写真集
- 週プレ net Extra
  - EX589
  - EX721
- あや香＊ハタチ（2017年5月26日、ラインコミュニケーションズ）
- おてんばメイドの日常（2017年9月1日、アイロゴス）
- サーキットの女神（2017年9月8日、アイロゴス）
- ウワサの新人（2017年10月6日、アイロゴス）
- 美人過ぎる水泳部員（2017年11月3日、アイロゴス）
- 君の心にホームラン（2017年11月17日、アイロゴス）
- 原あや香　BEST vol.1 必撮! まるごと☆（2018年2月2日、アイロゴス、同社の5作の総集編）
- あやFlavor（2018年9月14日、ラインコミュニケーションズ）
- あや香＊ハタチ+あやFlavor（2021年12月23日、ラインコミュニケーションズ。あや香＊ハタチとあやFlavorの合体編集版）
- 21歳の春（2022年1月7日、ギルド、動画『透明彼女』より）
- COME BACK BEAUTY　原あや香 Petit BEST 必撮! まるごと☆原あや香（2023年8月18日、アイロゴス。『原あや香 BEST vol.1 必撮！まるごと☆』の抜粋版）
- 原あや香　SpecialEdition 萌得（2025年3月21日、アイロゴス。『サーキットの女神』『おてんばメイドの日常』『ウワサの新人』『君の心にホームラン』『美人過ぎる水泳部員』の抜粋版）

### 動画
- I-ONE NEXT（2017年2月27日、I-ONE NEXT）
- 透明彼女（2017年12月16日、東京Lily）